# 小行星4013
小行星4013（英語：4013 Ogiria）是一颗围绕太阳公转的小行星。1979年7月21日，尼古拉·切爾尼赫在克里米亚发现了此天体。
这颗小行星的绝对星等为154.91880等。